# Paweł Krupka
Paweł Krupka (ur. 11 lipca 1963 w Warszawie) – polski pisarz, tłumacz, dyplomata, autor piosenek i animator międzynarodowej współpracy literackiej.

## Życiorys
Urodził się w Warszawie w rodzinie inteligenckiej. Blisko związany z Łagiewnikami i Podhalem. Absolwent Wydziału Neofilologii Uniwersytetu Warszawskiego (1987 – literatura włoska, 1988 – literatura hiszpańska) i doktor Uniwersytetu Ateńskiego (2008). Literaturoznawca, specjalista śródziemnomorskiego obszaru kulturowego. W latach 2000–2015 był wykładowcą literatury greckiej na Wydziale Artes Liberales Uniwersytetu Warszawskiego. Zajmuje się językami i kulturami ginącymi. Był pionierem badań nad językiem grekańskim w Polsce i przekładów z tego języka. Pracował jako tłumacz pisemny i konferencyjny oraz jako nauczyciel języków.
Od 1988 czynny jako literat, publicysta i tłumacz literatury hiszpańskiej, włoskiej, sycylijskiej, greckiej i grekańskiej. Debiutował na łamach Pisma Literacko-Artystycznego, pierwszą publikację książkową wydał w 2003. Współpracował jako autor, tłumacz, recenzent i publicysta z wieloma czasopismami o profilu literackim i kulturalnym w Polsce (m.in. Czas Literatury, Kresy, Lirydram, Nowa Okolica Poetów, Pisarze.pl, Poezja dzisiaj, Studium, Twórczość), Grecji, Hiszpanii, na Ukrainie i we Włoszech. Szczególnie ważnymi dziedzinami jego działalności są przekład literacki i organizacja międzynarodowej współpracy literackiej. Od 1995 czynny jako artysta estradowy. Występował m.in. z grupami Mega Ellas, Fatum, Ilios oraz jako solista. Oprócz własnej twórczości specjalizuje się w przekładzie piosenki autorskiej z wielu krajów na język polski oraz polskiej na języki obce. W 2004 wydał jedyną płytę autorską. Od 2010 prowadzi głównie multimedialne programy poetycko-muzyczne, prezentujące twórczość zagraniczną w oryginale i w polskich przekładach. 
Od 2002 działa w ruchu olimpijskim. Był członkiem Komisji Kultury i Edukacji Olimpijskiej Polskiego Komitetu Olimpijskiego. Jest pomysłodawcą, twórcą i redaktorem międzynarodowych antologii poezji poświęconej tematyce sportowej i olimpijskiej. 
Z zawodu dyplomata. W 1990 rozpoczął pracę w Ministerstwie Spraw Zagranicznych. Służył na polskich placówkach w Grecji, Ukrainie, Włoszech (Konsulat Generalny RP w Mediolanie, od 2024) i Litwie (Instytut Polski w Wilnie).

## Ważniejsze publikacje książkowe
- Uczeń słońca, poezja, Heliodor, Warszawa 2003
- Zostać Hellenem, poezja, Heliodor, Warszawa (wydanie polsko-greckie) 2004
- OtoKrupSonet, poezja, Heliodor, Warszawa 2005
- To my Globaliści, nowele, Heliodor, Warszawa 2007
- Piórem jak rękawicą – Wierszowane dzieje pięściarstwa, poezja, Heliodor, Warszawa 2008
- Moje inicjały, poezja, Heliodor, Warszawa 2009
- Pielgrzym Wielkiej Grecji, poezja, Heliodor, Warszawa (wydanie polsko-włoskie) 2013
- Całe nasze złoto olimpijskie, poezja, Fundacja Komitet P. De Coubertina w Polsce, 2017
- Wileńska przygoda, poezja, Stowarzyszenie Literatów Polskich na Litwie, Wilno (wydanie polsko-litewskie) 2020